# EC-121预警星
EC-121预警星預警機是由洛克希德L-1049超級星座式客机改装的美国第一代空中预警机。其接替了海軍由TBF復仇者式轟炸機改装的空中预警机TBM-3W 。在美国空军昵称“"Connie" (源自民用版的星座“Constellation”），1978年退役。美国海军最初命名为WV-1 (PO-1W), WV-2, 与WV-3，绰号“Willie Victor”。1982年从美国海军退役。

## 历史
1949年美国海军获得两架洛克希德L-749星座式，在机身之上与之下的大型雷达罩中安装了大型远程雷达，并加大了垂直尾翼，1949年6月9日首飞，称为PO-1W。1952年改称WV-1。证实了可以在大型客机上改装大型雷达罩。在1958-1959年，WV-1移交给美国联邦航空管理局。

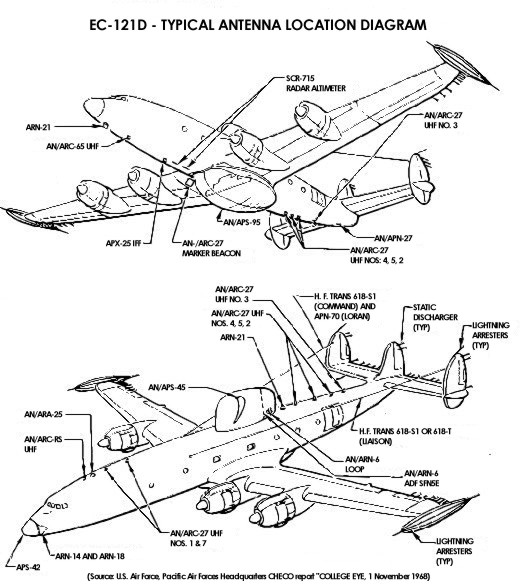
EC-121D上的各种天线分布。

美国海军订购了142架由洛克希德L-1049超級星座式客机改装的 PO-2W。“超级星座”更长的机身可以容纳更多的雷达操作人员，附加的翼尖油箱可以增加巡逻时间。机背部安装了AN/APS-45测高雷达与机腹下搜索半径达 200 海里的AN/APS-20搜索雷达，机鼻处装APS-42气象雷达。后来升级为AN/APS-103与AN/APS-95雷达。机组18人：6名军官(2名飞行员，2名领航员，2名武器操控者)与12名军士(2名空勤机务师，1名无线电操纵员，2名机组指挥长，5名雷达操纵员，2名雷达技师）。然而，1969年北朝鲜击落的那架次EC-121上机组有31人。1953年初开始交付。1954年改称WV-2。根据1962年美國三軍航空器命名系統改称EC-121K。由13架改装为WV-2Q“电子情报”飞机（Electronic Intelligence，ELINT），1962年改称EC-121M。9架改装为WV-3气象观测飞机，1962年改称WC-121N。
1953年10月开始，美国空军接收了10架RC-121C与74架EC-121D“预警星”（Warning Star）。10架RC-121C后来变为TC-121C教练机。1966年至1969年，30架美国海军退役的EC-121移交给美国空军，改装为EC-121R“信号检测”机。美国空军的74架EC-121，其中42架在1962年至1969年升级为EC-121H，15架EC-121D与7架EC-121H进一步升级为终极版EC-121T，在1972年作为越战的空中预警机。5架EC-121D改装为心理战广播机。
1965年夏，美国空军出动EC-121“预警星”在北越海岸线外巡航，为执行轰炸任务的机群提供预警服务。
总计20架美国海军的EC-121坠毁，113名机组人员死亡:
- 15x WV-2/EC-121K; 3x WV-2Q/EC-121M，2x WV-3/WC-121N

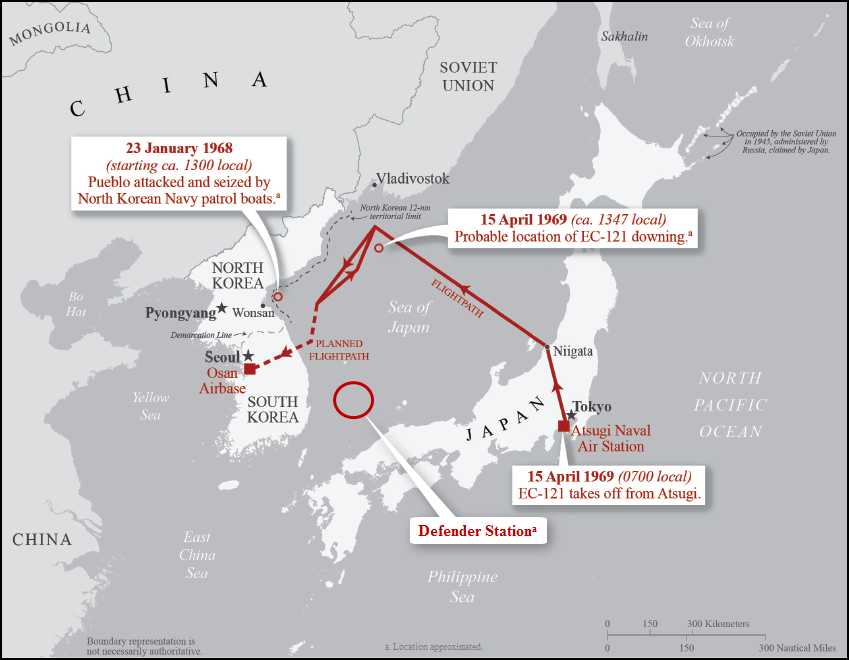
1968年捕获“普韦布洛号”间谍船与1969年击落EC-121预警机的示意图。

1969年4月15日（金日成的生日），兩架朝鮮人民軍空軍MiG-21 在距離朝鮮東海岸167公里處擊落了一架正在執行電子情報任務中的美国海军EC-121M，造成31名機組人員全部遇難。理查·尼克森總統和國家安全顧問亨利·基辛格在休戰談判桌上考慮過報復性空襲或與外交投訴有關的空中護送，兩人最初都讚成空襲，理由是武力應對武力。尼克森的顧問反對空襲，擔心這會在美國已經在越南發動的戰爭時引發為全面戰爭，他們得到了博內斯蒂爾將軍和波特大使的支持。4月18日，尼克松宣布，未來的情報飛行將配備戰鬥機護航（這種情況一直持續到1968年底，當時據信朝鮮半島的緊張局勢已經平息），並在板門店向朝鮮人提出抗議。4月19日至26日，第七艦隊的第71特遣隊（包括4艘航母及其護航艦）在朝鮮東海岸附近開展行動以展示力量。
美国空军累计损失了11架预警星，66名机组人员死亡:
- 2x RC-121C/TC-121C; 2x RC-121D; 3x EC-121H; 3x EC-121R; 1x EC-121T